# Microterys darevskii
Microterys darevskii är en stekelart som beskrevs av Trjapitzin 1968. Microterys darevskii ingår i släktet Microterys och familjen sköldlussteklar.
Artens utbredningsområde är:
- Armenien.
- Turkmenistan.

Inga underarter finns listade i Catalogue of Life.